# Ace Combat 6: Fires of Liberation
Ace Combat 6: Fires of Liberation  (エースコンバット6 解放への戦火) è l'ottavo capitolo della serie di videogiochi Ace Combat, uscito in esclusiva per Xbox 360.

## Trama
Il gioco è composto da 15 missioni ed è ambientato in un futuro prossimo, in un ipotetico mondo parallelo. Le vicende ruotano intorno alla guerra scoppiata tra i due stati di Emmeria ed Estovakia. Tuttavia le vicende scatenanti la guerra risalgono ad anni precedenti al periodo di svolgimento (vale a dire il 2015). Nel 1999 un asteroide, chiamato "Ulisse", cadde sul pianeta. Il suo impatto non causò molti danni nella Repubblica di Emmeria, ma provocò danni incalcolabili nello stato confinante, la Repubblica federale di Estovakia. In quest'ultima, scoppiarono guerre civili in seguito al crollo della sua economia interna; guerre sedate dall'intervento di un gruppo di militari di alto rango conosciuti con il nome di "Generali". 
Dal '99, Estovakia si trova sotto dittatura da parte di questo governo militare. In seguito, quando si trovò nelle condizioni giuste, il 30 agosto 2015, sferrò un attacco a sorpresa contro la pacifica Emmeria, scatenando la guerra Emmeria-Estovakia.
L'immensa superiorità dell'Estovakia costringe le forze armate emmeriane alla ritirata in un'isola remota della Repubblica Emmeriana, l'Isola Khesed.
Durante l'avanzata delle forze di Emmeria, attraverso la riconquista della loro patria, spiccano le gesta di un pilota dell'aviazione: "Talisman", un giovane pilota di cui non si sa praticamente nulla, tranne il fatto che vola con "Shamrock" nel 28º TFS dell'Aeronautica Emmeriana.
Egli riuscirà a distruggere il P-1112 "Aigaion", incrociatore volante dell'Aeronautica Estovakiana, insieme ai suoi aerei da supporto (2 aerei da supporto elettronico denominati P-1113 "Kottos" e 2 aerei da supporto P-1114 "Gyges"), ponendo fine alla superiorità aerea Estovakiana.
Durante la riconquista della capitale, inoltre, riuscirà a sconfiggere il Ten.Com Ilya Pasternak, uno dei migliori assi dell'aviazione della regione di Anea, nonché comandante del team di assi dell'aviazione, il Team Strigon.
Ma la guerra non finirà con la riconquista della capitale, Gracemeria.
Infatti Estovakia ha ancora un asso nella manica: durante il periodo di allarme degli anni novanta, quando si scoprì che l'asteroide "Ulisse" era in rotta di collisione con la Terra, le nazioni della regione di Anea decisero di trovare un modo di distruggere, o quantomeno deviare, la traiettoria dell'asteroide.
La soluzione di Estovakia fu la costruzione di un immenso cannone a rotaia nei pressi del Polo Nord, noto come "Chandelier", capace di sparare proiettili ad altissima velocità contro un'ipotetica minaccia da parte di meteore o asteroidi. Tuttavia le nazioni di Anea si accorsero dell'immane potenziale bellico che tale arma poteva nascondere, così la sua costruzione cessò per ordine di Anea.
Ma il suo completamento fu effettuato di nascosto, all'oscuro di tutti.
Ora, lo "Chandelier" funge da sistema di lancio per ICBM ad alta velocità contro bersagli posti a migliaia di chilometri di distanza.
Le imprese del Team Garuda diventeranno materia di leggenda quando Talisman riuscirà a distruggere lo Chandelier, grazie all'aiuto del Ten. Col Voycheck e al sacrificio del suo compagno d'ala, Shamrock.
La guerra terminerà il 1º aprile 2016, con la vittoria di Emmeria su Estovakia e il crollo del regime militare in quest'ultima.

## Personaggi
Ten.Col. Victor VoyceckUfficiale di volo dell'EAF (Estovakia Air Force), rimase ferito nel combattimento iniziale sui cieli della capitale Emmeriana, Gracemeria. Ora opera per l'intelligence Estovakiana nella capitale occupata.
Ten.Com. Ilya PasternakComandante in carica del Team Strigon, squadrone di assi scelti della Repubblica di Estovakia. Successore di Victor Voycheck, dopo la continua avanzata della resistenza Emmeriana, viene incaricato di eliminare il Team Garuda, cioè il PNG del giocatore.
Melissa HermannUna civile che crede che sua figlia sia morta durante l'attacco alla capitale. Nella trama del videogioco si rivelerà fondamentale per lo svolgimento della guerra il suo incontro con Voycheck.
Garuda 1Noto con il segnale di chiamata "Talisman", è il personaggio che il giocatore impersonerà durante lo svolgimento della trama.
Garuda 2Noto con il segnale di chiamata "Shamrock", è il compagno d'ala che accompagnerà il giocatore dall'attacco a Gracemeria fino all'offensiva contro lo Chandelier.
Sgt. Louis McKnightSergente capocarro di un'unità da sbarco Emmeriana, cercherà di fare soldi facili durante la guerra, staccandosi dal contingente principale e dirigendosi verso la Banca Centrale di Gracemeria.
GhostEyeNome in codice dell'AWACS che fornirà supporto al giocatore, segnalerà obiettivi e darà informazioni sulle varie operazioni in corso durante la missione.

## Velivoli
I velivoli presenti nel gioco variano dai caccia ai multiruolo.
Gli aerei presenti sono:
General Dynamics F-16 Fighting Falcon
Dassault Mirage 2000
Panavia Tornado
Fairchild-Republic A-10 Thunderbolt II
McDonnell Douglas F-15 Eagle
McDonnell Douglas F/A-18 Hornet
Grumman F-14 Tomcat
Lockheed F-117 Nighthawk
Mitsubishi F-2
Dassault Rafale M
Eurofighter Typhoon
Sukhoi Su-33
Sukhoi Su-47
Lockheed Martin-Boeing F-22 Raptor
Oltre a questi è presente un aereo sbloccabile finendo il gioco in modalità Difficile: il CFA-44 Nosferatu, velivolo del comandante Pasternak.
Tale aereo è dotato di tre tipi di armi prototipo: un lanciatore di missili, capace di spararne fino a dodici alla volta, con una grande precisione per bersagli di aria e di terra; due cannoni elettromagnetici privi di sistemi di puntamento ma che possono sparare da grandi distanze; un sistema di difesa radar per deviare gli attacchi nemici. Possiede inoltre capacità stealth.
Nel gioco è inoltre presente un velivolo nemico non pilotabile, il P-1112 "Aigaion", una specie di portaerei volante, armata sulle ali, sulla parte posteriore e sul ventre di mitragliatrici, mentre dal dorso può sparare a raffica dei missili speciali, chiamati "Nimbus", che provocano una grandissima esplosione ed una irresistibile forza d'urto nel cielo, distruggendo qualsiasi aereo si trovi nelle vicinanze.

## Modalità di gioco
Il gioco presenta molteplici missioni per giocatore singolo; è possibile inoltre giocare due livelli in multigiocatore online insieme ad un massimo di altre tre persone (campagna cooperativa) oppure ingaggiare partite con un massimo di 16 giocatori in modalità come deathmatch tutti contro tutti o a squadre usufruendo del servizio Xbox Live.